# Personal Software Process
Der Personal Software Process (PSP) ist eine Methode für Softwareentwickler zur Selbstoptimierung und Qualitätssteigerung.
Sie wurde von Watts S. Humphrey am Software Engineering Institute (SEI) an der Carnegie Mellon University/Pittsburgh entwickelt, um den Software-Entwicklern eine Methode an die Hand zu geben, mit der sie die Anforderungen des Capability Maturity Model (CMM) konkret umsetzen können.
Der Nutzen von PSP liegt darin, dass man lernt, sich selbst besser einzuschätzen. Das kann sich z. B. auf Aufwandsschätzungen beziehen oder auf die Schätzung von Fehlerraten. Demgegenüber stehen Zeit und Disziplin, die man aufwenden muss, um die eigene Arbeitszeit und die beobachteten Fehler aufzuschreiben. Der Vergleich zwischen ursprünglicher Schätzung und dem später festgestellten tatsächlichen Wert kann dazu anregen, mögliche Gründe für Abweichungen zu untersuchen. Die beobachteten Daten können ein Anstoß sein, z. B. seine Schätzungen in der Zukunft anzupassen, eine Fortbildung anzustreben oder sich frühzeitig nach Entlastung umzusehen.
Für Teams wurde der Team Software Process (TSP) entwickelt.
PSP wurde ursprünglich als Papier- und Bleistiftmethode konzipiert, jedoch gibt es inzwischen Werkzeuge.

## Zielsetzungen
Durch PSP soll der Entwickler unterstützt werden, folgende Ziele zu erreichen:
- seine Fertigkeit zur Planung und Aufwandsschätzung zu verbessern
- die Qualität seiner Arbeit zu verbessern.

## Werkzeuge
Folgende Werkzeuge können bei der Erstellung der für PSP notwendigen Metriken unterstützen:
- Leap
- Process Dashboard
- PSP Eclipse Plugin
- PSP Studio
- Hackystat.